# Édouard Claparède
Édouard Claparède (Genève, 24 maart 1873 – aldaar, 28 september 1940) was een Zwitserse neuroloog en psycholoog. Zijn voornaamste interesse ging uit naar de kinderpsychologie, het onderwijs en het geheugen.

## Levensloop
Omdat hij zich al zeer vroeg interesseerde voor biologie en zoölogie, studeerde Claparède geneeskunde, wat hij in 1897 afsloot met een doctoraat. Tegelijkertijd oriënteerde hij zich in de psychologie. In 1901 stichtte hij, samen met zijn leermeester en vriend Théodore Flournoy, de '’Archives de psychologie’’. In 1904 werd hij directeur van het psychologisch laboratorium aan de Universiteit van Genève, waar hij tot aan zijn dood de leerstoel psychologie zou bekleden.
Hij heeft zich onder andere beziggehouden met de psycho-analyse door artikelen van  Sigmund Freud te presenteren en vertalen. Volgens de historica Mireille Cifali is hij wellicht in analyse geweest bij Sabina Spielrein.
In 1912 richtte Claparède het Jean-Jacques Rousseau-instituut op. Tijdens zijn loopbaan boog hij zich onder meer over zaken als waarneming, de ethologie, de juridische psychologie (hij bestudeerde in detail de mechanismen achter getuigenverklaringen), de kinderpsychologie en de pedagogiek. Typerend voor zijn ideeën was het concept van aanpassing, dat voortkwam uit zijn belangstelling voor de biologie en dat hij toepaste op het geestelijke leven. Claparède toonde aan dat intelligentie een actieve functie is van aanpassing aan nieuwe situaties. Voor een onbekende situatie gesteld, gaat het subject zoeken naar oriëntatiepunten om zijn hypothesen te verifiëren. André Rey was vanaf 1929 een van zijn naaste medewerkers, terwijl Mina Audemars en Louise Lafendel zich inzetten in het Maison des Petits van het Jean-Jacques Rousseau-instituut.
Claparède is een van de twee of drie psychologen die de psychologie van Jean Piaget gevoed hebben, in het bijzonder door zijn kinderpsychologie en zijn psychologie van de intelligentie.

## Trauma-experiment
Claparède voerde een tamelijk bekend experiment uit, waarbij hij onderzocht of het trauma van een pijnlijke gebeurtenis bewaard bleef als het kortetermijngeheugen verloren was gegaan. Hij onderzocht een patiënte die aan een vorm van geheugenverlies leed. Al haar oude herinneringen en haar basale rationele vaardigheden waren intact, maar zij kon zich haar recente verleden niet herinneren. Hoewel Claparède haar elke dag kwam begroeten, herkende zij hem nooit. Tijdens een sessie van het experiment verborg Claparède een speld in zijn hand waarmee hij haar prikte toen hij haar de hand drukte. De volgende dag herkende de patiënte hem nog steeds niet, maar toen Claparède haar een hand wilde geven, zag hij dat zij aarzelde alsof zij een bedreiging herkende terwijl haar geheugen ernstig beschadigd was.
De bekendheid van Claparède heeft, samen met zijn talrijke uitwisselingen  met psychologen uit de hele wereld, een vrijwel onmiddellijke erkenning van Piaget bewerkstelligd.
Claparède was getrouwd met Hélène Spir (1873-1955), dochter van de Russische filosoof African Spir.
Het Collège Claparède in het kanton Genève draagt tegenwoordig zijn naam. De Place Claparède in Genève is echter vernoemd naar zijn oom René-Édouard Claparède (1832-1871), hoogleraar vergelijkende anatomie.

### Boeken van Claparède
- L’association des idées (1903)
- Psychologie de l’enfant et pédagogie expérimentale (1909)
- L’éducation fonctionnelle (1931). (Réédition Fabert 2003)
- La genèse de l’hypothèse (1933)
- Morale et et Politique ou Les vacances de la probité. Neuchâtel, Éditions de la Baconnière, 1940.

### Studies over Claparède
- Edouard Claparède - Hélène Antipoff. Correspondance (1914-1940). (2010). Edition établie et présentée par Martine Ruchat. Bibliothèque Histoire des sciences. Genève, Florence: éditions Leo S.Olschki.
- Jean Piaget, "La psychologie d'Édouard Claparède", Archives de psychologie, 28, n. 111 (1941), pp. 193–213.
- Eugene Lerner, "Édouard Claparède: 1873-1940", The American Journal of Psychology, Vol. 54, No. 2 (Apr., 1941), pp. 296–299.
- Jean Château (dir.), Les grands pédagogues 1956, p. 275-290 (door R. Dottrens).
- Jean Piaget, "Pour le centenaire de la naissance d'Édouard Claparède, le professeur Piaget évoque son ancien "patron", Tribune de Genève, 15 november 1973.
- Centenaire de la naissance d’Édouard Claparède, Genève, Fpse, 1973.
- Serge Rogowski, La fonction de l’éducation dans la pensée d’Édouard Claparède, thèse de doctorat, Lyon, Université de Lyon II, 1982.
- F. Eustache, B. Desgranges, P. Messerli. Edouard Claparède et la mémoire humaine. Revue neurologique 1996, vol. 152, no10, pp. 602–610.
- F. Eustache, B. Desgranges, P. Messerli. Edouard Claparède, l'inconscient et la mémoire implicite. Revue internationale de psychopathologie 1996, no 23, pp. 625–649.